# Araneus baicalicus
Araneus baicalicus är en spindelart som beskrevs av Bakhvalov 1981. Araneus baicalicus ingår i släktet Araneus och familjen hjulspindlar. Inga underarter finns listade i Catalogue of Life.